# 柳東秀
柳東秀（：／ Yoo Dong-soo，1961年9月18日—），大韓民國自由派政治人物，第20到21屆國會議員。